# Edmund Külp
Edmund Jakob Külp (* 16. April 1800 in Lampertheim oder 16. April 1801 in Nordheim; † 28. Juli 1862 in Darmstadt) war ein deutscher Mathematiker, der ab 1848 als Direktor die Höhere Gewerbschule Darmstadt leitete, aus der die heutige Technische Universität Darmstadt hervorging.

## Leben
Edmund Külp entstammte einer evangelischen Pfarrersfamilie. Ab 1818 studierte er am Athéneé in Brüssel, eigentlich um Französisch zu lernen und sich auf den Militärdienst vorzubereiten. Der belgische Astronom und Statistiker Adolphe Quetelet begeisterte ihn jedoch für die Mathematik. Dieses Studium setzte er an der Ruprecht-Karls-Universität Heidelberg fort. 1824 promovierte er an der Ludwigs-Universität Gießen mit der Dissertation „de curva focali regulari“ (veröffentlicht Mannheim 1824). Im Juli 1826 wurde er zweiter Lehrer an der im gleichen Jahr gegründeten Realschule Darmstadt. 1833 wurde er erster Lehrer für Physik am Zweig Technische Schule der neu gegründeten Höheren Gewerbschule Darmstadt. 1846 erhielt Külp den Professor-Titel. Zwei Jahre später wurde er Nachfolger von Theodor Schacht als Direktor der Höheren Gewerbschule Darmstadt und gleichzeitig der mit ihr vereinigten Realschule. Dieses Amt übte er bis zu seinem Tod aus. 
Mit großem Engagement entwickelte er die Höhere Gewerbschule in Richtung eines Polytechnikums weiter. Die Erweiterung zu einem Polytechnikum mit allen Rechten einer Hochschule wurde aber erst nach seinem Tod umgesetzt. 1868 erfolgte die Umwandlung zur Polytechnischen Schule, aus der 1877 eine Technische Hochschule wurde.
Külp war mit Louise Christiane geb. Hein (1812–1859) verheiratet. Aus der Ehe gingen mehrere Kinder hervor. 1835 wurde der Sohn Ludwig Georg Külp (1835–1891) geboren, der ab 1858 wissenschaftlicher Assistent an der Technischen Hochschule Darmstadt war. Edmund Külp wurde auf dem Alten Friedhof in Darmstadt bestattet (Grabstelle: II Mauer 74).

## Schriften
Das vierbändige Lehrbuch der Experimentalphysik (veröffentlicht Darmstadt 1854), das Külp für seine Schüler verfasste, hatte einen guten Ruf; auch seine Bearbeitung von Louis-Benjamin Francoeurs Lehrbuchs der höheren Analysis (veröffentlicht Darmstadt 1851) wurde in Fachkreisen anerkannt.

## Auszeichnungen, Ehrungen
- Die Stadt Darmstadt verlieh Külp am 10. Februar 1848 ihre Ehrenbürgerwürde; er ist damit der erste urkundlich nachweisbare Ehrenbürger Darmstadts.
- 1858 bekam er das Ritterkreuz des großherzoglich hessischen Verdienstordens Philipps des Großmütigen verliehen.
- 1918 wurde die Külpstraße in Darmstadt nach ihm benannt.